# Inocente pelo Sangue de Jesus
Inocente pelo Sangue de Jesus é o sexto álbum de estúdio do grupo cristão Santa Geração, liderado por Antônio Cirilo, sendo o oitavo álbum de toda a sua discografia. Foi um lançamento inesperado, pois seu último trabalho, Rasgue os Céus e Desce havia sido lançado naquele ano. O vocal é formado por Graziela Santos, Maximiliano Moraes, Joyce Cariús e Juliana Barros. Conta com a participação de Patrícia Costa e Graciela Gomes, e todo o repertório se baseia na Graça de Deus que fez o ser humano inocente, através do sangue de Jesus.

## Faixas
Todas as músicas por Antônio Cirilo
1. "Ele Vive" - 5:19
2. "Eu Dançarei ao Senhor" - 5:24
3. "Inocente" - 14:01
4. "Eu Sei Que Não Há Outros" - 9:38
5. "Há Um Rio" - 9:14
6. "Eu Não Posso Viver sem Ti" - 8:02
7. "O Senhor é Bom" - 9:47
8. "Campos Brancos" - 9:15
9. "Pai Nosso" - 4:37

## Créditos
- Produção: Santa Geração
- Produção executiva: Pr. Antônio Cirilo
- Mixagem: André Espíndola (Polifonia Estúdios)
- Masterização: André Melo (Polifonia Estúdios)
- Guitarras: Carlos Costa e Tiago Morais
- Violões: Pr. Antônio Cirilo Costa
- Teclados: João Santos, Juliana Barros e Ozeas Hipólito
- Baixo: Anderson Feitosa
- Baterias: Alysson de Souza, Elias Mártir e Marcelo Viana
- Percussão: Victor Tadeu
- Backing Vocal: Graziela Santos, Joyce Cariús, Juliana Barros e Maximiliano Moraes
- Dueto na música "Eu dançarei ao Senhor": Graciela Gomes
- Dueto nas músicas "Eu não posso viver sem Ti" e "Campos Brancos": Patrícia Costa
- Coral na música "O Senhor é Bom": Coral Kerigma
- Coral na música "Pai Nosso": Coral El'Shamah
- Ilustrações: Dirceu Veiga
- Projeto gráfico e direção de arte: Marcus Castro (Imaginar)